# Copa Sul-Americana de 2015
A Copa Sul-Americana de 2015 foi a 14.ª edição do torneio de futebol realizado no segundo semestre de cada ano pela Confederação Sul-Americana de Futebol (CONMEBOL). Equipes das dez associações sul-americanas participaram do torneio.
Foi conquistada de maneira inédita pelo Santa Fe, após dois empates em 0–0 na final contra o Huracán e vitória por 3–1 na definição por pênaltis. Além de ser o primeiro clube da Colômbia campeão do torneio, o Santa Fe obteve o primeiro título internacional de sua história. Como campeão, também se classificou para a Copa Libertadores da América de 2016 além de disputar a Recopa Sul-Americana e a Copa Suruga Bank do ano seguinte.

## Equipes classificadas
| País                                  | Equipe                    | Classificação |
| ------------------------------------- | ------------------------- | --- |
| Argentina · (6 vagas + atual campeão) | River Plate               | Campeão da Copa Sul-Americana de 2014                                                                                       |
| Argentina · (6 vagas + atual campeão) | Huracán                   | Campeão da Supercopa Argentina de 2014                                                                                      |
| Argentina · (6 vagas + atual campeão) | Lanús                     | Melhor colocado na Primeira Divisão de 2014 não classificado para a segunda fase da Copa Libertadores de 2015               |
| Argentina · (6 vagas + atual campeão) | Independiente             | 2º melhor colocado na Primeira Divisão de 2014 não classificado para a segunda fase da Copa Libertadores de 2015            |
| Argentina · (6 vagas + atual campeão) | Tigre                     | 3º melhor colocado na Primeira Divisão de 2014 não classificado para a segunda fase da Copa Libertadores de 2015            |
| Argentina · (6 vagas + atual campeão) | Arsenal de Sarandí        | 4º melhor colocado na Primeira Divisão de 2014 não classificado para a segunda fase da Copa Libertadores de 2015            |
| Argentina · (6 vagas + atual campeão) | Belgrano                  | 5º melhor colocado na Primeira Divisão de 2014 não classificado para a segunda fase da Copa Libertadores de 2015            |
| Bolívia · (4 vagas)                   | Real Potosí               | 4º colocado do Torneio Clausura de 2014                                                                                     |
| Bolívia · (4 vagas)                   | Bolívar                   | 5º colocado no Torneio Clausura de 2014                                                                                     |
| Bolívia · (4 vagas)                   | Aurora                    | 6º colocado no Torneio Clausura de 2014                                                                                     |
| Bolívia · (4 vagas)                   | Oriente Petrolero         | 7º colocado no Torneio Clausura de 2014                                                                                     |
| Brasil · (8 vagas)                    | Atlético Paranaense       | Melhor colocado no Campeonato Brasileiro de 2014 eliminado antes da quarta fase da Copa do Brasil de 2015                   |
| Brasil · (8 vagas)                    | Sport                     | 2º melhor colocado no Campeonato Brasileiro de 2014 eliminado antes da quarta fase da Copa do Brasil de 2015                |
| Brasil · (8 vagas)                    | Goiás                     | 3º melhor colocado no Campeonato Brasileiro de 2014 eliminado antes da quarta fase da Copa do Brasil de 2015                |
| Brasil · (8 vagas)                    | Chapecoense               | 4º melhor colocado no Campeonato Brasileiro de 2014 eliminado antes da quarta fase da Copa do Brasil de 2015                |
| Brasil · (8 vagas)                    | Joinville                 | 5º melhor colocado no Campeonato Brasileiro de 2014 eliminado antes da quarta fase da Copa do Brasil de 2015                |
| Brasil · (8 vagas)                    | Ponte Preta               | 6º melhor colocado no Campeonato Brasileiro de 2014 eliminado antes da quarta fase da Copa do Brasil de 2015                |
| Brasil · (8 vagas)                    | Bahia[CNE]                | Melhor colocado na Copa do Nordeste de 2015 eliminado antes da quarta fase da Copa do Brasil de 2015                        |
| Brasil · (8 vagas)                    | Brasília                  | Campeão da Copa Verde de 2014                                                                                               |
| Chile · (4 vagas)                     | Universidad de Concepción | Campeão da Copa Chile de 2014–15                                                                                            |
| Chile · (4 vagas)                     | Huachipato                | 2ª melhor pontuação da temporada 2014–15 não classificado para a segunda fase da Copa Libertadores de 2015                  |
| Chile · (4 vagas)                     | Universidad Católica      | Campeão da Liguilla do Torneio Clausura de 2015                                                                             |
| Chile · (4 vagas)                     | Santiago Wanderers        | Vice-campeão da Liguilla do Torneio Apertura de 2014                                                                        |
| Colômbia · (4 vagas)                  | Deportes Tolima           | Campeão da Copa Colômbia de 2014                                                                                            |
| Colômbia · (4 vagas)                  | Santa Fe                  | Campeão da Superliga Colombiana de 2015                                                                                     |
| Colômbia · (4 vagas)                  | Águilas Doradas           | Melhor pontuação na temporada 2014 não classificado para a Copa Libertadores de 2015                                        |
| Colômbia · (4 vagas)                  | Junior de Barranquilla    | 2ª melhor pontuação na temporada 2014 não classificado para a Copa Libertadores de 2015                                     |
| Equador · (4 vagas)                   | Emelec                    | Campeão do Campeonato Equatoriano de 2014                                                                                   |
| Equador · (4 vagas)                   | LDU Quito                 | Melhor pontuação na temporada 2014 não classificado para a Copa Libertadores de 2015                                        |
| Equador · (4 vagas)                   | LDU Loja                  | 2ª melhor pontuação na temporada 2014 não classificado para a Copa Libertadores de 2015                                     |
| Equador · (4 vagas)                   | Universidad Católica      | 3ª melhor pontuação na temporada 2014 não classificado para a Copa Libertadores de 2015                                     |
| Paraguai · (4 vagas)                  | Libertad                  | Campeão dos Torneios Apertura e Claurura de 2014                                                                            |
| Paraguai · (4 vagas)                  | Sportivo Luqueño          | Melhor pontuação na temporada 2014 não classificado para a Copa Libertadores de 2015                                        |
| Paraguai · (4 vagas)                  | Olimpia                   | 2ª melhor pontuação na temporada 2014 não classificado para a Copa Libertadores de 2015                                     |
| Paraguai · (4 vagas)                  | Nacional                  | 3ª melhor pontuação na temporada 2014 não classificado para a Copa Libertadores de 2015                                     |
| Peru · (4 vagas)                      | Melgar                    | Melhor pontuação no Campeonato Descentralizado de 2014 não classificado para a segunda fase da Copa Libertadores de 2015    |
| Peru · (4 vagas)                      | Unión Comercio            | 2ª melhor pontuação no Campeonato Descentralizado de 2014 não classificado para a segunda fase da Copa Libertadores de 2015 |
| Peru · (4 vagas)                      | Universitario             | 3ª melhor pontuação no Campeonato Descentralizado de 2014 não classificado para a segunda fase da Copa Libertadores de 2015 |
| Peru · (4 vagas)                      | León de Huánuco           | 4ª melhor pontuação no Campeonato Descentralizado de 2014 não classificado para a segunda fase da Copa Libertadores de 2015 |
| Uruguai · (4 vagas)                   | Nacional                  | Campeão do Campeonato Uruguaio de 2014–15                                                                                   |
| Uruguai · (4 vagas)                   | Defensor Sporting         | Melhor pontuação no Campeonato Uruguaio de 2014–15 não classificado para a segunda fase da Copa Libertadores de 2015        |
| Uruguai · (4 vagas)                   | Danubio                   | 2ª melhor pontuação no Campeonato Uruguaio de 2014–15 não classificado para a segunda fase da Copa Libertadores de 2015     |
| Uruguai · (4 vagas)                   | Juventud                  | 3ª melhor pontuação no Campeonato Uruguaio de 2014–15 não classificado para a segunda fase da Copa Libertadores de 2015     |
| Venezuela · (4 vagas)                 | Deportivo La Guaira       | Campeão da Copa Venezuela de 2014                                                                                           |
| Venezuela · (4 vagas)                 | Deportivo Anzoátegui      | 2ª melhor pontuação no Campeonato Venezuelano de 2014–15 não classificado para a segunda fase da Copa Libertadores de 2015  |
| Venezuela · (4 vagas)                 | Zamora                    | Vencedor da Serie Sudamericana do Campeonato Venezuelano de 2014–15 com melhor pontuação                                    |
| Venezuela · (4 vagas)                 | Carabobo                  | Vencedor da Serie Sudamericana do Campeonato Venezuelano de 2014–15 com pior pontuação                                      |

- CNE ^  O Ceará se classificou por ter vencido a Copa do Nordeste, porém avançou às oitavas de final da Copa do Brasil. Como as datas dos torneios são conflitantes, a vaga foi repassada ao Bahia, melhor colocado na Copa do Nordeste eliminado antes das oitavas de final da Copa do Brasil.[3][4]

## Sorteio
O sorteio que determinou os cruzamentos da competição foi realizado em 16 de julho de 2015, no Centro de Convenções da CONMEBOL, em Assunção no Paraguai.
Com exceção do atual campeão do torneio, que entrou diretamente na fase de oitavas de final, as outras 46 equipes foram divididas em quatro zonas na primeira fase: Sul (Bolívia, Chile, Paraguai e Uruguai), Norte (Colômbia, Equador, Peru e Venezuela), Argentina e Brasil. As equipes das zonas Sul e Norte entraram na primeira fase e as equipes da Argentina e do Brasil a partir da segunda fase.

## Primeira fase
A primeira fase foi disputada por 32 equipes entre 11 e 20 de agosto, em partidas eliminatórias em ida e volta. Em caso de empate no placar agregado, a regra do gol fora de casa seria considerada e, persistindo a igualdade, a vaga seria definida na disputa por pênaltis.

### Zona Sul
| Chave | Equipe 1             | Total | Equipe 2                  | Ida | Volta |
| ----- | -------------------- | ----- | ------------------------- | --- | ----- |
| G1    | Juventud             | 4–3   | Real Potosí               | 4–1 | 0–2   |
| G2    | Oriente Petrolero    | 0–3   | Nacional                  | 0–3 | 0–0   |
| G3    | Santiago Wanderers   | 1–2   | Libertad                  | 0–0 | 1–2   |
| G4    | Nacional             | 5–2   | Universidad de Concepción | 2–1 | 3–1   |
| G5    | Defensor Sporting    | 3–2   | Bolívar                   | 3–0 | 0–2   |
| G6    | Universidad Católica | 3–1   | Danubio                   | 1–0 | 2–1   |
| G7    | Olimpia              | 4–0   | Huachipato                | 2–0 | 2–0   |
| G8    | Aurora               | 2–7   | Sportivo Luqueño          | 1–2 | 1–5   |

### Zona Norte
| Chave | Equipe 1               | Total       | Equipe 2             | Ida | Volta |
| ----- | ---------------------- | ----------- | -------------------- | --- | ----- |
| G9    | Carabobo               | 0–0 (1–3 p) | Deportes Tolima      | 0–0 | 0–0   |
| G10   | Universidad Católica   | 1–2         | Deportivo La Guaira  | 1–1 | 0–1   |
| G11   | León de Huánuco        | 1–6         | Emelec               | 1–3 | 0–3   |
| G12   | Junior de Barranquilla | 5–4         | Melgar               | 5–0 | 0–4   |
| G13   | Universitario          | 6–2         | Deportivo Anzoátegui | 3–1 | 3–1   |
| G14   | Zamora                 | 1–3         | LDU Quito            | 1–1 | 0–2   |
| G15   | Águilas Doradas        | 3–1         | Unión Comercio       | 2–0 | 1–1   |
| G16   | LDU Loja               | 0–3         | Santa Fe             | 0–0 | 0–3   |

## Segunda fase
A segunda fase foi disputada pelas equipes da Argentina e do Brasil e os dezesseis que avançaram da primeira fase. Foram dezesseis chaves com partidas de ida e volta, sendo que o River Plate avançou diretamente às oitavas de final por ser o campeão do ano anterior. Em caso de empate no placar agregado, a regra do gol fora de casa entraria em consideração e, persistindo a igualdade, a vaga seria definida pela disputa nos pênaltis.
| Chave | Equipe 1                                                 | Total                                                    | Equipe 2                                                 | Ida                                                      | Volta                                                    |
| ----- | -------------------------------------------------------- | -------------------------------------------------------- | -------------------------------------------------------- | -------------------------------------------------------- | -------------------------------------------------------- |
| O1    | LDU Quito                                                | 2–0                                                      | Nacional                                                 | 1–0                                                      | 1–0                                                      |
| O2    | Defensor Sporting                                        | 4–0                                                      | Universitario                                            | 3–0                                                      | 1–0                                                      |
| O3    | Nacional                                                 | 1–2                                                      | Santa Fe                                                 | 0–2                                                      | 1–0                                                      |
| O4    | Deportivo La Guaira                                      | 1–5                                                      | Sportivo Luqueño                                         | 1–1                                                      | 0–4                                                      |
| O5    | Brasília                                                 | 2–0                                                      | Goiás                                                    | 0–0                                                      | 2–0                                                      |
| O6    | Olimpia                                                  | 3–2                                                      | Águilas Doradas                                          | 1–1                                                      | 2–1                                                      |
| O7    | Tigre                                                    | 2–6                                                      | Huracán                                                  | 2–5                                                      | 0–1                                                      |
| O8    | Ponte Preta                                              | 1–4                                                      | Chapecoense                                              | 1–1                                                      | 0–3                                                      |
| O9    | Universidad Católica                                     | 2–4                                                      | Libertad                                                 | 2–3                                                      | 0–1                                                      |
| O10   | Bahia                                                    | 2–4                                                      | Sport                                                    | 1–0                                                      | 1–4                                                      |
| O11   | Arsenal de Sarandí                                       | 1–2                                                      | Independiente                                            | 1–1                                                      | 0–1                                                      |
| O12   | Joinville                                                | 0–3                                                      | Atlético Paranaense                                      | 0–2                                                      | 0–1                                                      |
| O13   | Deportes Tolima                                          | 2–1                                                      | Junior de Barranquilla                                   | 0–1                                                      | 2–0                                                      |
| O14   | Emelec                                                   | 0–0 (3–2 p)                                              | Juventud                                                 | 0–0                                                      | 0–0                                                      |
| O15   | Belgrano                                                 | 2–6                                                      | Lanús                                                    | 1–1                                                      | 1–5                                                      |
| O16   | River Plate diretamente classificado às oitavas de final | River Plate diretamente classificado às oitavas de final | River Plate diretamente classificado às oitavas de final | River Plate diretamente classificado às oitavas de final | River Plate diretamente classificado às oitavas de final |

## Fase final
Em itálico, os times que possuem o mando de campo no primeiro jogo do confronto e em negrito os times classificados.
|  | Oitavas de final              | Oitavas de final              | Oitavas de final              | Oitavas de final              |       |                     | Quartas de final   | Quartas de final   | Quartas de final   | Quartas de final   |  |                  | Semifinais         | Semifinais         | Semifinais         | Semifinais         |         |   | Final             | Final             | Final             | Final             |
|  | 22 de setembro a 1 de outubro | 22 de setembro a 1 de outubro | 22 de setembro a 1 de outubro | 22 de setembro a 1 de outubro |       |                     | 20 a 29 de outubro | 20 a 29 de outubro | 20 a 29 de outubro | 20 a 29 de outubro |  |                  | 4 a 26 de novembro | 4 a 26 de novembro | 4 a 26 de novembro | 4 a 26 de novembro |         |   | 2 e 9 de dezembro | 2 e 9 de dezembro | 2 e 9 de dezembro | 2 e 9 de dezembro |
|  |                               |                               |                               |                               |       |                     |                    |                    |                    |                    |  |                  |                    |                    |                    |                    |         |   |                   |                   |                   |                   |
|  | River Plate                   | 2                             | 0                             | 2                             |       |                     |                    |                    |                    |                    |  |                  |                    |                    |                    |                    |         |   |                   |                   |                   |                   |
|  | LDU Quito                     | 0                             | 1                             | 1                             |       |                     |                    |                    |                    |                    |  |                  |                    |                    |                    |                    |         |   |                   |                   |                   |                   |
|  | LDU Quito                     | 0                             | 1                             | 1                             |       | River Plate         | 3                  | 1                  | 4                  |                    |  |                  |                    |                    |                    |                    |         |   |                   |                   |                   |                   |
|  |                               |                               |                               |                               |       | River Plate         | 3                  | 1                  | 4                  |                    |  |                  |                    |                    |                    |                    |         |   |                   |                   |                   |                   |
|  |                               | Chapecoense                   | 1                             | 2                             | 3     |                     |                    |                    |                    |                    |  |                  |                    |                    |                    |                    |         |   |                   |                   |                   |                   |
|  | Libertad                      | Chapecoense                   | 1                             | 2                             | 3     | 1                   | 1                  | 2 (3)              |                    |                    |  |                  |                    |                    |                    |                    |         |   |                   |                   |                   |                   |
|  | Libertad                      |                               |                               |                               |       | 1                   | 1                  | 2 (3)              |                    |                    |  |                  |                    |                    |                    |                    |         |   |                   |                   |                   |                   |
|  | Chapecoense (pen)             | 1                             | 1                             | 2 (5)                         |       |                     |                    |                    |                    |                    |  |                  |                    |                    |                    |                    |         |   |                   |                   |                   |                   |
|  | Chapecoense (pen)             | 1                             | 1                             | 2 (5)                         |       |                     |                    |                    |                    |                    |  | River Plate      | 0                  | 2                  | 2                  |                    |         |   |                   |                   |                   |                   |
|  |                               |                               |                               |                               |       |                     |                    |                    |                    |                    |  | River Plate      | 0                  | 2                  | 2                  |                    |         |   |                   |                   |                   |                   |
|  |                               | Huracán                       | 1                             | 2                             | 3     |                     |                    |                    |                    |                    |  |                  |                    |                    |                    |                    |         |   |                   |                   |                   |                   |
|  | Sport                         | Huracán                       | 1                             | 2                             | 3     | 1                   | 0                  | 1                  |                    |                    |  |                  |                    |                    |                    |                    |         |   |                   |                   |                   |                   |
|  | Sport                         |                               |                               |                               |       | 1                   | 0                  | 1                  |                    |                    |  |                  |                    |                    |                    |                    |         |   |                   |                   |                   |                   |
|  | Huracán                       | 1                             | 3                             | 4                             |       |                     |                    |                    |                    |                    |  |                  |                    |                    |                    |                    |         |   |                   |                   |                   |                   |
|  | Huracán                       | 1                             | 3                             | 4                             |       | Huracán             | 1                  | 0                  | 1                  |                    |  |                  |                    |                    |                    |                    |         |   |                   |                   |                   |                   |
|  |                               |                               |                               |                               |       | Huracán             | 1                  | 0                  | 1                  |                    |  |                  |                    |                    |                    |                    |         |   |                   |                   |                   |                   |
|  |                               | Defensor Sporting             | 0                             | 0                             | 0     |                     |                    |                    |                    |                    |  |                  |                    |                    |                    |                    |         |   |                   |                   |                   |                   |
|  | Lanús                         | Defensor Sporting             | 0                             | 0                             | 0     | 0                   | 0                  | 0 (3)              |                    |                    |  |                  |                    |                    |                    |                    |         |   |                   |                   |                   |                   |
|  | Lanús                         |                               |                               |                               |       | 0                   | 0                  | 0 (3)              |                    |                    |  |                  |                    |                    |                    |                    |         |   |                   |                   |                   |                   |
|  | Defensor Sporting (pen)       | 0                             | 0                             | 0 (5)                         |       |                     |                    |                    |                    |                    |  |                  |                    |                    |                    |                    |         |   |                   |                   |                   |                   |
|  | Defensor Sporting (pen)       | 0                             | 0                             | 0 (5)                         |       |                     |                    |                    |                    |                    |  |                  |                    |                    |                    |                    | Huracán | 0 | 0                 | 0 (1)             |                   |                   |
|  |                               |                               |                               |                               |       |                     |                    |                    |                    |                    |  |                  |                    |                    |                    |                    |         | 0 | 0                 | 0 (1)             |                   |                   |
|  |                               | Santa Fe (pen)                | 0                             | 0                             | 0 (3) |                     |                    |                    |                    |                    |  |                  |                    |                    |                    |                    |         |   |                   |                   |                   |                   |
|  | Atlético Paranaense           | Santa Fe (pen)                | 0                             | 0                             | 0 (3) | 1                   | 0                  | 1                  |                    |                    |  |                  |                    |                    |                    |                    |         |   |                   |                   |                   |                   |
|  | Atlético Paranaense           |                               |                               |                               |       | 1                   | 0                  | 1                  |                    |                    |  |                  |                    |                    |                    |                    |         |   |                   |                   |                   |                   |
|  | Brasília                      | 0                             | 0                             | 0                             |       |                     |                    |                    |                    |                    |  |                  |                    |                    |                    |                    |         |   |                   |                   |                   |                   |
|  | Brasília                      | 0                             | 0                             | 0                             |       | Atlético Paranaense | 1                  | 0                  | 1                  |                    |  |                  |                    |                    |                    |                    |         |   |                   |                   |                   |                   |
|  |                               |                               |                               |                               |       | Atlético Paranaense | 1                  | 0                  | 1                  |                    |  |                  |                    |                    |                    |                    |         |   |                   |                   |                   |                   |
|  |                               | Sportivo Luqueño              | 0                             | 2                             | 2     |                     |                    |                    |                    |                    |  |                  |                    |                    |                    |                    |         |   |                   |                   |                   |                   |
|  | Deportes Tolima               | Sportivo Luqueño              | 0                             | 2                             | 2     | 1                   | 0                  | 1                  |                    |                    |  |                  |                    |                    |                    |                    |         |   |                   |                   |                   |                   |
|  | Deportes Tolima               |                               |                               |                               |       | 1                   | 0                  | 1                  |                    |                    |  |                  |                    |                    |                    |                    |         |   |                   |                   |                   |                   |
|  | Sportivo Luqueño              | 1                             | 1                             | 2                             |       |                     |                    |                    |                    |                    |  |                  |                    |                    |                    |                    |         |   |                   |                   |                   |                   |
|  | Sportivo Luqueño              | 1                             | 1                             | 2                             |       |                     |                    |                    |                    |                    |  | Sportivo Luqueño | 1                  | 0                  | 1                  |                    |         |   |                   |                   |                   |                   |
|  |                               |                               |                               |                               |       |                     |                    |                    |                    |                    |  | Sportivo Luqueño | 1                  | 0                  | 1                  |                    |         |   |                   |                   |                   |                   |
|  |                               | Santa Fe (gf)                 | 1                             | 0                             | 1     |                     |                    |                    |                    |                    |  |                  |                    |                    |                    |                    |         |   |                   |                   |                   |                   |
|  | Independiente                 | Santa Fe (gf)                 | 1                             | 0                             | 1     | 1                   | 0                  | 1                  |                    |                    |  |                  |                    |                    |                    |                    |         |   |                   |                   |                   |                   |
|  | Independiente                 |                               |                               |                               |       | 1                   | 0                  | 1                  |                    |                    |  |                  |                    |                    |                    |                    |         |   |                   |                   |                   |                   |
|  | Olimpia                       | 0                             | 0                             | 0                             |       |                     |                    |                    |                    |                    |  |                  |                    |                    |                    |                    |         |   |                   |                   |                   |                   |
|  | Olimpia                       | 0                             | 0                             | 0                             |       | Independiente       | 0                  | 1                  | 1                  |                    |  |                  |                    |                    |                    |                    |         |   |                   |                   |                   |                   |
|  |                               |                               |                               |                               |       | Independiente       | 0                  | 1                  | 1                  |                    |  |                  |                    |                    |                    |                    |         |   |                   |                   |                   |                   |
|  |                               | Santa Fe                      | 1                             | 1                             | 2     |                     |                    |                    |                    |                    |  |                  |                    |                    |                    |                    |         |   |                   |                   |                   |                   |
|  | Emelec                        | Santa Fe                      | 1                             | 1                             | 2     | 2                   | 0                  | 2                  |                    |                    |  |                  |                    |                    |                    |                    |         |   |                   |                   |                   |                   |
|  | Emelec                        |                               |                               |                               |       | 2                   | 0                  | 2                  |                    |                    |  |                  |                    |                    |                    |                    |         |   |                   |                   |                   |                   |
|  | Santa Fe (gf)                 | 1                             | 1                             | 2                             |       |                     |                    |                    |                    |                    |  |                  |                    |                    |                    |                    |         |   |                   |                   |                   |                   |

- Nota: Os cruzamentos foram invertidos em relação ao original devido a regra que obriga dois clubes do mesmo país terem que se enfrentar obrigatoriamente nas semifinais.

### Final
Jogo de ida
| 2 de dezembro | Huracán | 0 – 0     | Santa Fe | Estádio Tomás Adolfo Ducó, Buenos Aires                       |
| 21:00 (UTC−3) |         | Relatório |          | Público: 30 000[carece de fontes?] Árbitro: PAR Antonio Arias |

Jogo de volta
| 9 de dezembro | Santa Fe | 0 – 0     | Huracán | Estádio El Campín, Bogotá                                   |
| 19:00 (UTC−5) |          | Relatório |         | Público: 38 000[carece de fontes?] Árbitro: BRA Héber Lopes |

|                      |       | Penalidades                     |  |
| Pérez Seijas Balanta | 3 – 1 | Bogado Nervo Mancinelli Toranzo |  |

## Premiação
| Copa Sul-Americana de 2015   |
| Colômbia                     |
| ---------------------------- |
| Santa Fe Campeão (1º título) |

## Artilharia
| 5 gols (4) - José Ariel Núñez (Olimpia) - Miller Bolaños (Emelec) - Ramón Ábila (Huracán) - Wilson Morelo (Santa Fe) 4 gols (3) - Cristian Espinoza (Huracán) - Guido Di Vanni (Sportivo Luqueño) - Jorge Ortega (Sportivo Luqueño) 3 gols (6) - Carlos Andrés Sánchez (River Plate) - Hernán Rodrigo López (Libertad) - José Leguizamón (Sportivo Luqueño) - Matías Mirabaje (Juventud) - Mauro Bogado (Huracán) - Rodrigo Mora (River Plate) 2 gols (16) - Bernardo Cuesta (Melgar) - Brian Lozano (Defensor Sporting) - Bruno Rangel (Chapecoense) - Diego Morales (LDU Quito) - Edinson Palomino (Águilas Doradas) - Edwin Aguilar (Deportivo Anzoátegui) - Germán Alemanno (Universitario) - Héctor Acuña (Defensor Sporting) - Hernane (Sport) - Jonathan Estrada (Deportes Tolima) - Luis Páez (Águilas Doradas) - Mark González (Universidad Católica) - Maxi Biancucchi (Bahia) - Sergio Aquino (Libertad) - Vladimir Hernández (Junior) - William Ferreira (Bolivar) 1 gol (98) - Alejandro Silva (Olimpia) - André (Sport) - André Oliveira (Brasília) - Ángel Elías Romero (Universitario) - Baldomero Perlaza (Santa Fe) - Brian Montenegro (Nacional-PAR) - Bruno Silva (Chapecoense) - Camilo (Chapecoense) - Carlos Luna (Tigre) - Carlos Ortiz (Sportivo Luqueño) - Cristian Banguera (Aurora) - Cristian Colmán (Nacional-PAR) - Daniel Benítez (Deportivo La Guaira) | 1 gol (continuação) - Daniel Hernández (Atlético Paranaense) - David Llanos (Universidad Católica-CHI) - David Mendieta (Sportivo Luqueño) - Didier Delgado (Deportes Tolima) - Diego Braghieri (Lanús) - Douglas Coutinho (Atlético Paranaense) - Edgar Pérez Greco (Deportivo La Guaira) - Elber (Sport) - Emanuel Herrera (Emelec) - Fabio Rodríguez (Águilas Doradas) - Facundo Castro (Defensor Sporting) - Facundo Martínez (Universidad Católica-EQU) - Federico Lértora (Arsenal de Sarandí) - Federico Mancinelli (Huracán) - Fernando Giménez (Emelec) - Fernando Manríquez (Universidad de Concepción) - Fernando Márquez (Belgrano) - Francisco Meza (Santa Fe) - Fredys Arrieta (Deportivo La Guaira) - Gabriel Vargas (Universidad de Concepción) - Gilbert Álvarez (Real Potosí) - Gonzalo Di Renzo (Lanús) - Gustavo Dulanto (Universitario) - Gustavo Gómez (Lanús) - Gustavo Mencia (Libertad) - Henry Giménez (Universitario) - Hólger Matamoros (LDU Quito) - Iván Arturo Torres (Olimpia) - Jarlan Barrera (Junior) - Joao Villamarín (Unión Comércio) - Jonathan Acasiete (Melgar) - Jorge Eduardo Recalde (Libertad) - Jorge Toco (Real Potosí) - Jorge Velázquez (Belgrano) - José Aja (Nacional-URU) - Juan Cavallaro (LDU Quito) - Juan Daniel Roa (Santa Fe) - Juan David Argüello (Nacional-PAR) - Juan David Pérez (Junior) - Juan Manuel Olivera (Danubio) - Juan Manuel Trejo (Independiente) - Julián Vitale (Independiente) - Leandro (Ponte Preta) - Leandro Barcia (Nacional-URU) - Leonardo Pisculichi (River Plate) - Leyvin Balanta (Santa Fe) - Lucas Alario (River Plate) | 1 gol (continuação) - Lucas Albertengo (Independiente) - Lucas Wilchez (Tigre) - Luis Manuel Seijas (Santa Fe) - Luis Miguel Escalada (Emelec) - Luis Miño (Sportivo Luqueño) - Maranhão (Chapecoense) - Marcos Guilherme (Atlético Paranaense) - Marcos Riveros (Nacional-PAR) - Martín Rabuñal (Defensor Sporting) - Matías Duffart (Juventud) - Mauro Olivi (León de Huánuco) - Michael Ortega (Junior) - Miguel Almirón (Lanús) - Miguel Loaiza (Real Potosí) - Minzum Quina (Melgar) - Morais (Brasília) - Narciso Mina (LDU Quito) - Néicer Reasco (LDU Quito) - Nicolás Aguirre (Lanús) - Nicolás Olivera (Defensor Sporting) - Nikão (Atlético Paranaense) - Óscar Ramón Ruiz (Sportivo Luqueño) - Patricio Toranzo (Huracán) - Raúl Ruidíaz (Universitario) - Richard Ortiz (Libertad) - Rithely (Sport) - Roberto Gutiérrez (Universidad Católica-CHI) - Roberto Ovelar (Junior) - Rodrigo Borda (Aurora) - Rodrigo Teixeira (Nacional-PAR) - Ronnie Fernández (Santiago Wanderers) - Roger (Chapecoense) - Santiago Romero (Nacional-URU) - Tiago Luís (Chapecoense) - Túlio de Melo (Chapecoense) - Wagner (Chapecoense) - Walter (Atlético Paranaense) - Wilson Morelo (Santa Fe) - Yeferson Soteldo (Zamora) Gols contra (6) - Claudio Ávalos (Aurora, para o Sportivo Luqueño) - Guillermo Farré (Belgrano, para o Lanús) - Matías de los Santos (Danubio, para a U. Católica) - Róbinson Zapata (Santa Fe, para o Independiente) - Ronald Raldes (O. Petrolero, para o Nacional-URU) - Wanerge Delgado (Aurora, para o Sportivo Luqueño) |

## Maiores públicos
Esses são os dez maiores públicos do campeonato:[carece de fontes?]
| Nº | Público | Mandante         | Placar | Visitante        | Estádio                 | Data           | Fase      | Ref. |
| -- | ------- | ---------------- | ------ | ---------------- | ----------------------- | -------------- | --------- | ---- |
| 1  | 50 000  | River Plate      | 0–1    | Huracán          | Monumental de Núñez     | 5 de novembro  | Semifinal |      |
| 2  | 45 000  | River Plate      | 3–1    | Chapecoense      | Monumental de Núñez     | 21 de outubro  | Quartas   |      |
| 3  | 38 000  | Santa Fe         | 0–0    | Huracán          | El Campín               | 9 de dezembro  | Final     |      |
| 4  | 35 000  | Independiente    | 0–1    | Santa Fe         | Libertadores de América | 22 de outubro  | Quartas   |      |
| 4  | 35 000  | Santa Fe         | 1–1    | Independiente    | El Campín               | 29 de outubro  | Quartas   |      |
| 6  | 32 000  | Santa Fe         | 1–0    | Sportivo Luqueño | El Campín               | 25 de novembro | Semifinal |      |
| 7  | 30 000  | River Plate      | 2–0    | LDU Quito        | Monumental de Núñez     | 23 de setembro | Oitavas   |      |
| 7  | 30 000  | Huracán          | 0–0    | Santa Fe         | Tomás Adolfo Ducó       | 2 de dezembro  | Final     |      |
| 9  | 28 000  | Independiente    | 1–0    | Olimpia          | Libertadores de América | 23 de setembro | Oitavas   |      |
| 9  | 28 000  | Sportivo Luqueño | 1–1    | Santa Fe         | Feliciano Cáceres       | 4 de novembro  | Semifinal |      |

## Classificação geral
Oficialmente a CONMEBOL não reconhece uma classificação geral de participantes na Copa Sul-Americana. A tabela a seguir classifica as equipes de acordo com a fase alcançada e considerando os critérios de desempate.
| Classificação final             | Classificação final | Classificação final | Classificação final | Classificação final | Classificação final | Classificação final | Classificação final | Classificação final | Classificação final | Classificação final | Classificação final |
| Pos.                            | Equipes             | P                   | J                   | V                   | E                   | D                   | GP                  | GC                  | SG                  |                     |                     |
| ------------------------------- | ------------------- | ------------------- | ------------------- | ------------------- | ------------------- | ------------------- | ------------------- | ------------------- | ------------------- | ------------------- | ------------------- |
| Campeão                         |                     |                     |                     |                     |                     |                     |                     |                     |                     |                     |                     |
| 1                               | Santa Fe            | 18                  | 12                  | 4                   | 6                   | 2                   | 10                  | 5                   | +5                  |                     |                     |
| Vice-campeão                    |                     |                     |                     |                     |                     |                     |                     |                     |                     |                     |                     |
| 2                               | Huracán             | 20                  | 10                  | 5                   | 5                   | 0                   | 14                  | 5                   | +9                  |                     |                     |
| Eliminados nas semifinais       |                     |                     |                     |                     |                     |                     |                     |                     |                     |                     |                     |
| 3                               | Sportivo Luqueño    | 19                  | 10                  | 5                   | 4                   | 1                   | 17                  | 6                   | +11                 |                     |                     |
| 4                               | River Plate         | 7                   | 6                   | 2                   | 1                   | 3                   | 8                   | 7                   | +1                  |                     |                     |
| Eliminados nas quartas de final |                     |                     |                     |                     |                     |                     |                     |                     |                     |                     |                     |
| 5                               | Atlético Paranaense | 13                  | 6                   | 4                   | 1                   | 1                   | 5                   | 2                   | +3                  |                     |                     |
| 6                               | Defensor Sporting   | 12                  | 8                   | 3                   | 3                   | 2                   | 7                   | 3                   | +4                  |                     |                     |
| 7                               | Chapecoense         | 9                   | 6                   | 2                   | 3                   | 1                   | 9                   | 7                   | +2                  |                     |                     |
| 8                               | Independiente       | 9                   | 6                   | 2                   | 3                   | 1                   | 4                   | 3                   | +1                  |                     |                     |
| Eliminados nas oitavas de final |                     |                     |                     |                     |                     |                     |                     |                     |                     |                     |                     |
| 9                               | LDU Quito           | 13                  | 6                   | 4                   | 1                   | 1                   | 6                   | 3                   | +3                  |                     |                     |
| 10                              | Libertad            | 12                  | 6                   | 3                   | 3                   | 0                   | 8                   | 5                   | +3                  |                     |                     |
| 11                              | Emelec              | 11                  | 6                   | 3                   | 2                   | 1                   | 8                   | 3                   | +5                  |                     |                     |
| 12                              | Olimpia             | 11                  | 6                   | 3                   | 2                   | 1                   | 7                   | 3                   | +4                  |                     |                     |
| 13                              | Lanús               | 6                   | 4                   | 1                   | 3                   | 0                   | 6                   | 2                   | +4                  |                     |                     |
| 14                              | Deportes Tolima     | 6                   | 6                   | 1                   | 3                   | 2                   | 3                   | 3                   | 0                   |                     |                     |
| 15                              | Brasília            | 5                   | 4                   | 1                   | 2                   | 1                   | 2                   | 1                   | +1                  |                     |                     |
| 16                              | Sport               | 4                   | 4                   | 1                   | 1                   | 2                   | 5                   | 6                   | –1                  |                     |                     |

| Eliminados na segunda fase  |                           |   |   |   |   |   |    |    |    |
| Pos.                        | Times                     | P | J | V | E | D | GP | GC | SG |
| 17                          | Nacional                  | 7 | 4 | 2 | 1 | 1 | 4  | 2  | +2 |
| 18                          | Nacional                  | 6 | 4 | 2 | 0 | 2 | 5  | 4  | +1 |
| 19                          | Junior de Barranquilla    | 6 | 4 | 2 | 0 | 2 | 6  | 6  | 0  |
| 19                          | Universitario             | 6 | 4 | 2 | 0 | 2 | 6  | 6  | 0  |
| 21                          | Universidad Católica      | 6 | 4 | 2 | 0 | 2 | 5  | 5  | 0  |
| 22                          | Águilas Doradas           | 5 | 4 | 1 | 2 | 1 | 5  | 4  | +1 |
| 23                          | Juventud                  | 5 | 4 | 1 | 2 | 1 | 4  | 3  | +1 |
| 24                          | Deportivo La Guaira       | 5 | 4 | 1 | 2 | 1 | 3  | 6  | –3 |
| 25                          | Bahia                     | 3 | 2 | 1 | 0 | 1 | 2  | 4  | –2 |
| 26                          | Arsenal de Sarandí        | 1 | 2 | 0 | 1 | 1 | 1  | 2  | –1 |
| 27                          | Goiás                     | 1 | 2 | 0 | 1 | 1 | 0  | 2  | –2 |
| 28                          | Ponte Preta               | 1 | 2 | 0 | 1 | 1 | 1  | 4  | –3 |
| 29                          | Belgrano                  | 1 | 2 | 0 | 1 | 1 | 2  | 6  | –4 |
| 30                          | Joinville                 | 0 | 2 | 0 | 0 | 2 | 0  | 3  | –3 |
| 31                          | Tigre                     | 0 | 2 | 0 | 0 | 2 | 2  | 6  | –4 |
| Eliminados na primeira fase |                           |   |   |   |   |   |    |    |    |
| 32                          | Melgar                    | 3 | 2 | 1 | 0 | 1 | 4  | 5  | –1 |
| 33                          | Real Potosí               | 3 | 2 | 1 | 0 | 1 | 3  | 4  | –1 |
| 34                          | Bolívar                   | 3 | 2 | 1 | 0 | 1 | 2  | 3  | –1 |
| 35                          | Carabobo                  | 2 | 2 | 0 | 2 | 0 | 0  | 0  | 0  |
| 36                          | Santiago Wanderers        | 1 | 2 | 0 | 1 | 1 | 1  | 2  | –1 |
| 36                          | Universidad Católica      | 1 | 2 | 0 | 1 | 1 | 1  | 2  | –1 |
| 38                          | Unión Comercio            | 1 | 2 | 0 | 1 | 1 | 1  | 3  | –2 |
| 38                          | Zamora                    | 1 | 2 | 0 | 1 | 1 | 1  | 3  | –2 |
| 40                          | LDU Loja                  | 1 | 2 | 0 | 1 | 1 | 0  | 3  | –3 |
| 40                          | Oriente Petrolero         | 1 | 2 | 0 | 1 | 1 | 0  | 3  | –3 |
| 42                          | Danubio                   | 0 | 2 | 0 | 0 | 2 | 1  | 3  | –2 |
| 43                          | Universidad de Concepción | 0 | 2 | 0 | 0 | 2 | 2  | 5  | –3 |
| 44                          | Deportivo Anzoátegui      | 0 | 2 | 0 | 0 | 2 | 2  | 6  | –4 |
| 45                          | Huachipato                | 0 | 2 | 0 | 0 | 2 | 0  | 4  | –4 |
| 46                          | Aurora                    | 0 | 2 | 0 | 0 | 2 | 2  | 7  | –5 |
| 47                          | León de Huánuco           | 0 | 2 | 0 | 0 | 2 | 1  | 6  | –5 |